# Fowler-módszer
A Fowler-módszer (ejtsd [ˈfaʊlər], kb. [faulör]) a légutak anatómiai holtterének meghatározására alkalmas módszer. Légzés során a belélegzett levegő egy része nem éri el az alveolusokat és nem vesz részt a gázcserében. A légútnak ezt a részét anatómiai holttérnek nevezzük. A mérés során az alany 100%-os tisztaságú oxigént lélegez be, majd a kilélegzett levegőt egy érzékelőn vezetik át, amely méri a térfogatot és a nitrogénkoncentrációt. A mérés alapján felvett nitrogénkoncentráció–kilélegzett térfogat görbe alapján meghatározható a holttér. Ideális esetben eleinte nulla lenne a nitrogénkoncentráció, majd ugrásszerűen emelkedne az alveoláris koncentrációszintre. Azonban a holttéri és alveoláris levegő elkerülhetetlen keveredése miatt fokozatos az emelkedés, a görbe alakja szigmoid; a holttértérfogatot a görbe inflexiós pontjának helye adja meg. A módszer klinikai jelentőségét az adja, hogy a megváltozott holttértérfogatból, illetve görbealakból a légutak elzáródásos megbetegedésére (emfizéma) lehet következtetni. A módszert kidolgozójáról, Ward S. Fowler amerikai fiziológusról nevezték el.